# Žandov
Žandov (in tedesco Sandau) è una città della Repubblica Ceca facente parte del distretto di Česká Lípa, nella regione di Liberec.